# Clelia Grillo Borromeo
Clelia Grillo Borromeo Arese (también conocida como Celia Grillo Borromeo o Condesa Clelia Borromeo)(Génova 1684 – Milán 23 de agosto de 1777) fue una noble italiana aficionada a las ciencias naturales y a las matemáticas, organizadora de un salón de reuniones científicas en su palacio de Milán.

## Biografía

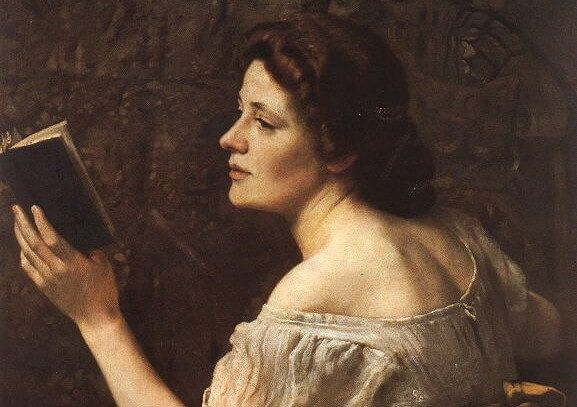
Recreación del retrato de Clelia Grillo Borromeo (1684-1777), obra del pintor alemán Otto Scholderer (1883)

Clelia Grillo pertenecía a una familia numerosa de la nobleza genovesa. Su padre Marco Antonio, duque de Mondragone y marqués de Clarafuente, y su madre la marquesa María Antonia Imperiali, tuvieron dos hijos (Agapito y Carlo) y cinco hijas (Livia, Nicoletta, Anna Ginevra y Teresa, además de ella misma).
Aunque su fecha de nacimiento no es conocida con precisión, el registro de los óbitos de la parroquia de Santa Eufemia certifica su edad de 93 años; por lo tanto habría nacido antes del 23 de agosto de 1684. Su familia era una de las más notables del norte de Italia y una de las más ilustres de Europa.
Se casó el 8 de marzo de 1707 con el conde Giovanni Benedetto Borromeo Arese (cuyo padre, el conde Carlo Borromeo Arese, era uno de los hombres más ricos del Ducado de Milán y futuro virrey del Reino de Nápoles), convirtiéndose así en condesa de Borromeo.
De este matrimonio nacerían ocho hijos: Giulia (1709-1731), Renato (1710-1778), María Paola (1712-1761), Francesco (1713-1775), Giuseppe (1714-1715), Antonio (1715), Giustina (1717-1741) y Vitaliano (1720-1793). A pesar de este aparente aspecto familiar de su vida; su espíritu de independencia, su manera de educar a sus hijas y sus opiniones políticas la opusieron a su poderoso suegro, conservador y partidario del dominio austríaco.
Clelia Grillo mantuvo un salón de reuniones en su residencia del palazzo Borromeo, conocido como la Academia Cloelia Vigilantium, formalizado en 1719 por la instauración de sus estatutos redactados por Antonio Vallisneri. Su objetivo era la difusión de las ciencias experimentales y de las artes liberales.
La academia favoreció las investigaciones sobre los animales y las plantas raros, y difundió conocimientos científicos como las teorías newtonianas.
La mayoría de sus manuscritos han desaparecido, pero los testimonios de los visitantes italianos y extranjeros documentan los conocimientos científicos y lingüísticos de la condesa: habría recibido incluso lecciones de matemáticas y de física, y manejaba frecuentemente al menos ocho lenguas (el toscano, el latín, el griego, el francés, el español, el alemán, el inglés y el árabe). Sin embargo, nada de lo que se conoce acerca de su educación permite explicar estos testimonios elogiosos. Su única formación conocida es la que recibió en el Monasterio de la Misericordia, que difícilmente justifica su supuesto nivel en lenguas y ciencias desde que contaba con veinte años.
A la muerte de su marido en 1744, el palacio pasó a su hijo primogénito Renato, y Clelia Grillo se marchó a vivir con una renta a su residencia familiar de Milán.
Durante la Guerra de Sucesión Austriaca, Clelia Grillo adoptó abiertamente una posición pro-española, sobre todo durante el (breve) dominio español de Milán en 1746. La recuperación de la ciudad por los austríacos le obligó a huir a Bérgamo, y después a Gorizia; el exilio fue acompañado de la confiscación de sus bienes. 
Después de algunos años de resistencia, financieramente agotada, Clelia Grillo cedió frente a la emperatriz María Teresa y fue autorizada a regresar a Milán. Reabrió un salón de menor influencia, dedicado a la historia, la poesía y el teatro.
Murió el 23 de agosto de 1777 a la edad de 93 años, habiendo sobrevivido a su marido y a seis de sus ocho hijos.

## Posteridad
- Entre sus visitantes, el matemático Luigi Guido Grandi le dedicó sus Floras Geometrici Ex Rhodonearum et Cloeliarum Curvarum,[2] y designó las curvas esféricas clelias en su honor.
- Montesquieu  mencionó la belleza de Clelia Borromeo en su correspondencia.[3]
- Charles de Brosses la describe en "Lettres familières écrites d’Italie" (Cartas familiares escritas de Italia):[4] «La condesa Clelia Borromeo que, no solo conoce todas las ciencias y las lenguas de Europa, si no que también habla árabe como el Alcorán[5]».
- Cuando regresó a Milán desde el exilio, Clelia Grillo fue acogida triunfalmente. Sus amigos hicieron acuñar una medalla con su efigie.